# Lafayette (Califórnia)
Lafayette é uma cidade localizada no estado americano da Califórnia, no Condado de Contra Costa. Foi incorporada em 29 de julho de 1968.
É conhecida, também, por ser cidade natal do vocalista de uma das maiores bandas de rock dos anos 90, o Axl Rose.

## Geografia
De acordo com o United States Census Bureau, a cidade tem uma área de 39,9 km², onde 39,4 km² estão cobertos por terra e 0,5 km² por água.

### Localidades na vizinhança
O diagrama seguinte representa as localidades num raio de 8 km ao redor de Lafayette.

## Demografia

### Censo 2010
Segundo o censo nacional de 2010, a sua população é de 23 893 habitantes e sua densidade populacional é de 606,12 hab/km². Possui 9 651 residências, que resulta em uma densidade de 244,83 residências/km².

### Censo 2000
De acordo com o censo nacional de 2000, a densidade populacional era de 607,3/km² (1572,5/mi²) entre os 23.908 habitantes, distribuídos da seguinte forma:
- 86,81% caucasianos
- 0,55% afro-americanos
- 0,22% nativo americanos
- 8,23% asiáticos
- 0,09% nativos de ilhas do Pacífico
- 0,81% outros
- 3,30% mestiços
- 3,95% latinos

Existiam 6754 famílias na cidade, e a quantidade média de pessoas por residência era de 2,60 pessoas.